# Mesilat Yesharim
Mesilat Yesharim (en hebreo: מסילת ישרים) (en español: la senda de los rectos) es un texto ético de la Literatura del Musar, fue escrito por el influyente rabino y cabalista Moshé Jaim Luzzatto (1707–1746). Esta obra forma parte de los escritos filosóficos de Jaim Luzzato.

## Publicación
El libro Mesilat Yesharim fue escrito y publicado en Ámsterdam, Países Bajos. La versión manuscrita más antigua conocida, escrita en 1738, se organizó como un diálogo entre un jajam (un hombre sabio) y un jasid (una persona piadosa). Antes de su publicación, se reorganizó la obra para que esta tuviera un solo orador. La versión del diálogo, a menudo arroja luz sobre la versión más conocida. Mesilat Yesharim es probablemente el trabajo más influyente del Rabino Luzzato, esta obra fue estudiada intensamente, en prácticamente todas las academias talmúdicas, desde que el Movimiento del Musar del Rabino Yisroel Salanter, introdujo el estudio formal de los textos del Musar, en los planes de estudio de las yeshivot.

## Objetivo
El objetivo del libro es el perfeccionamiento del propio carácter. A diferencia de muchos otros libros y obras éticas del Musar, que están ordenadas por los autores, Luzzato construyó su obra sobre una Baraita citada en el Talmud de Babilonia, concretamente en el tratado talmúdico Avodah Zarah. La cita del tratado talmúdico dice lo siguiente: 
El estudio conduce a la precisión, la precisión conduce al celo, el celo conduce a la limpieza, la limpieza conduce a la moderación, la moderación conduce a la pureza, la pureza conduce a la santidad, la santidad conduce a la mansedumbre, la mansedumbre conduce al temor al pecado, el miedo al pecado conduce a la santidad, la santidad conduce a la posesión del espíritu santo, el espíritu santo conduce a la vida eterna. (Avodah Zarah 20b).

## Método
El método de perfeccionamiento se divide en varios pasos, dentro de cada paso, Luzzatto explica el paso en sí mismo, sus elementos, cómo puede adquirirse, y que puede dificultar su adquisición. Por ejemplo: la vigilancia puede adquirirse reservando tiempo para la introspección, la vigilancia puede verse afectada por el exceso de responsabilidades mundanas, la compañía incorrecta, o una postura cínica ante la vida. El mismo patrón se utiliza para cada uno de los pasos mencionados.

## Capítulos
- Introducción
- El deber del hombre en este mundo (cap 1)
- Vigilancia (zehirut) (cap. 2-5)
- Diligencia (zerizut) (cap. 6-9)
- Limpieza espiritual (nekiyut) (cap. 10-12)
- Abstinencia (perishut) (cap. 13-15)
- Pureza (tahará) (cap. 16-17)
- Piedad (chassidut) (cap. 18-21)
- Humildad (anavah) (cap. 22-23)
- Miedo al pecado (yirat chet) (cap. 24-25)
- Santidad (kedushá) (cap. 26-27)
- Epílogo

## Influencia
Mesilat Yesharim es quizás el texto ético judío más importante del período posterior a la Edad Media. Según se informa, el Gaón de Vilna comentó que no pudo encontrar una palabra superflua en los primeros once capítulos de la obra, y declaró que habría viajado para encontrarse con el autor y aprender de sus maneras si todavía hubiera estado vivo. Estos y otros pronunciamientos similares despejaron en gran medida a Luzzato de las dudas de otros en cuanto a sus supuestas inclinaciones sabateanas.